# بلشون الصخر

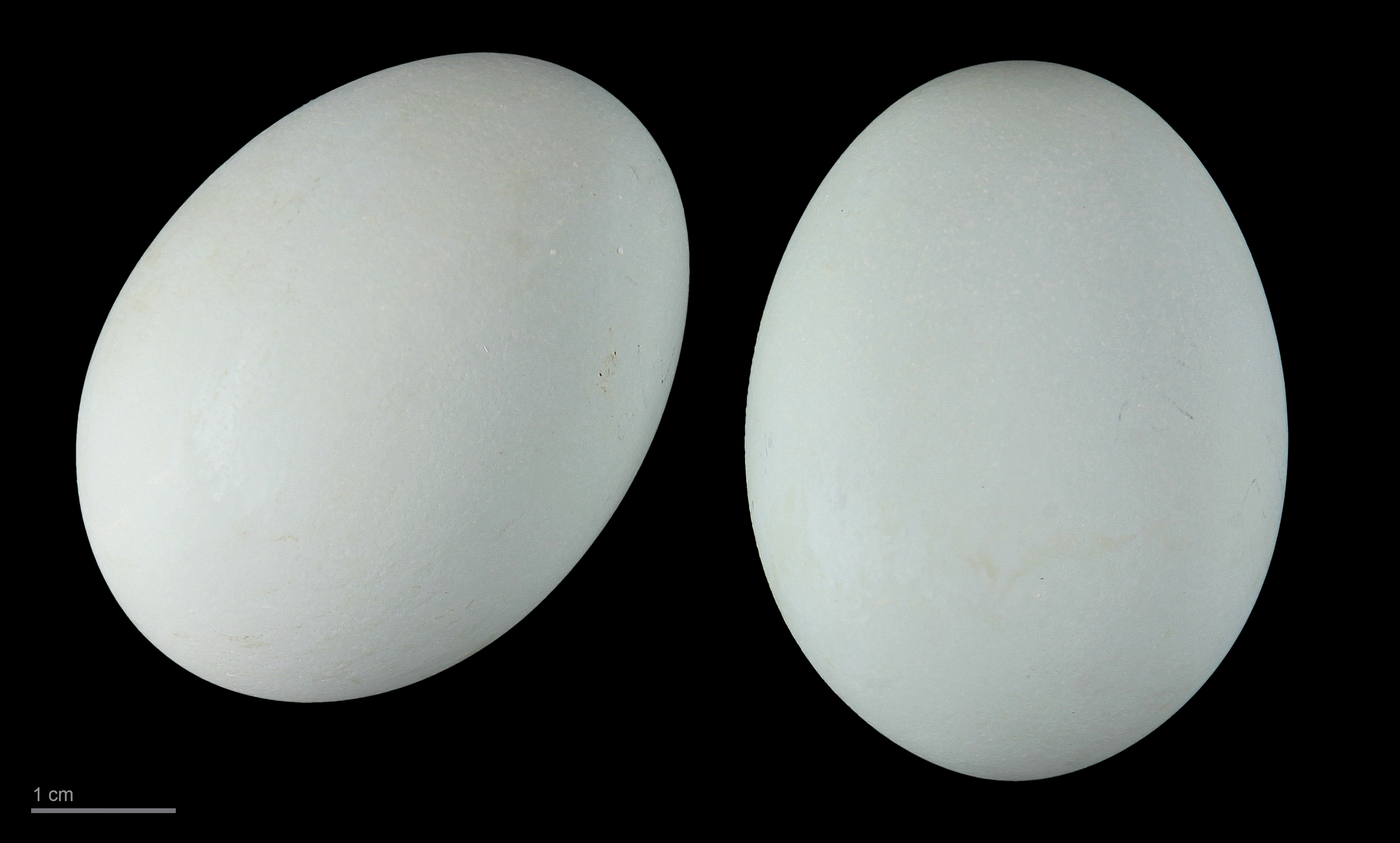
البيض

ابن الماء البَيُّوضي أو البَيَاضي أو بلشون الصخر أو بلشون الشعاب الغربي (Western Reef Heron) الاسم العلمي:(Egretta Gularis)، طائر بلشون الصخر ماهر جداً في اصطياد الأسماك والحيوانات الأخرى، نشاهده هنا وقد تمكن من الأمساك بنطاط الطين (بوشلمبو) بكل سهولة بالرغم من كبر حجمة وقد قام بابتلاعه بكل مهارة.

## معرض الصور

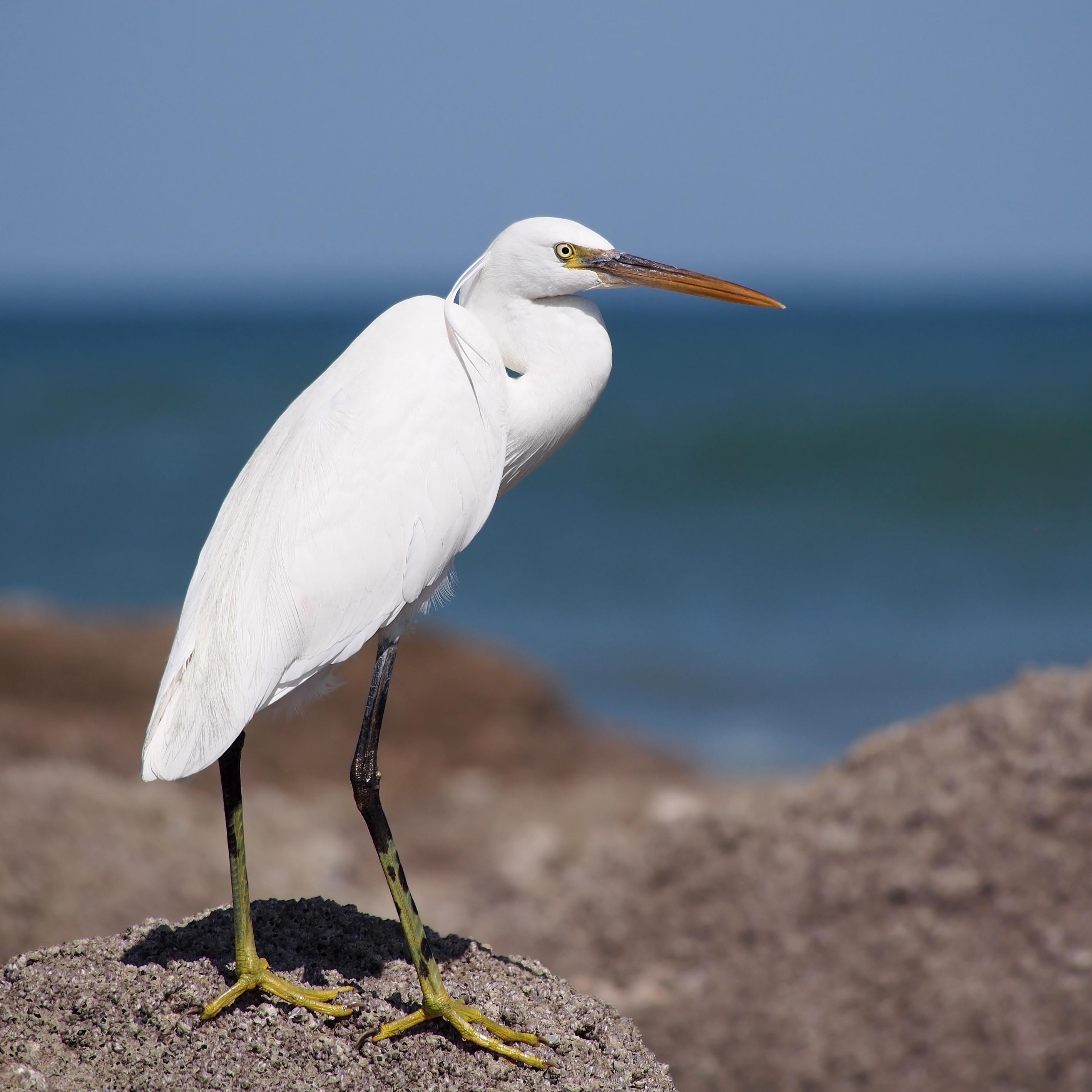
بلشون أبيض ذو منقار طويل في مسقط في عمان

## اقرأ أيضاً
- تطور الطيور
- النحام الكبير فنتير
- البلشون الرمادي
- أبو قردان (بلشون البقر)
- البلشون الأبيض الكبير
- أبوملعقة